# Centaurea gattefossei
Centaurea gattefossei — вид квіткових рослин айстрових (Asteraceae). Ендемік Марокко.

## Середовище
Населяє степи.

## Морфологічна характеристика
Багаторічник 3–8 см заввишки. Листки зелені, павутино-волосисті, у прикореневій розетці, перистолопатеві, частки зубчасті. Квіткові голови 1–3 в середині розетки, обгортка яйцювата, гола. Квітки жовті.